# Oldřich Blažíček

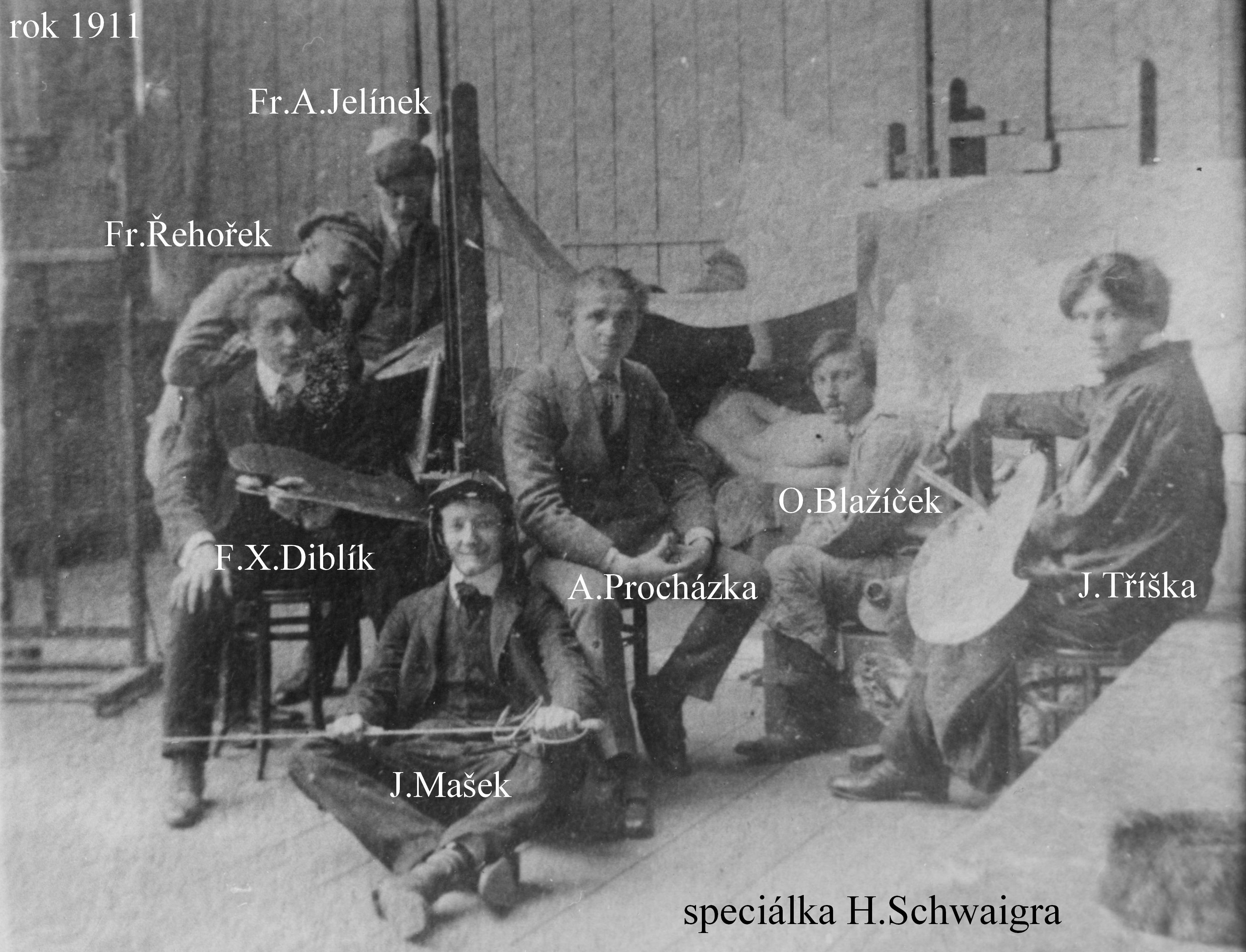
AVU v Praze, žáci speciálky H. Schwaigra v roce 1911

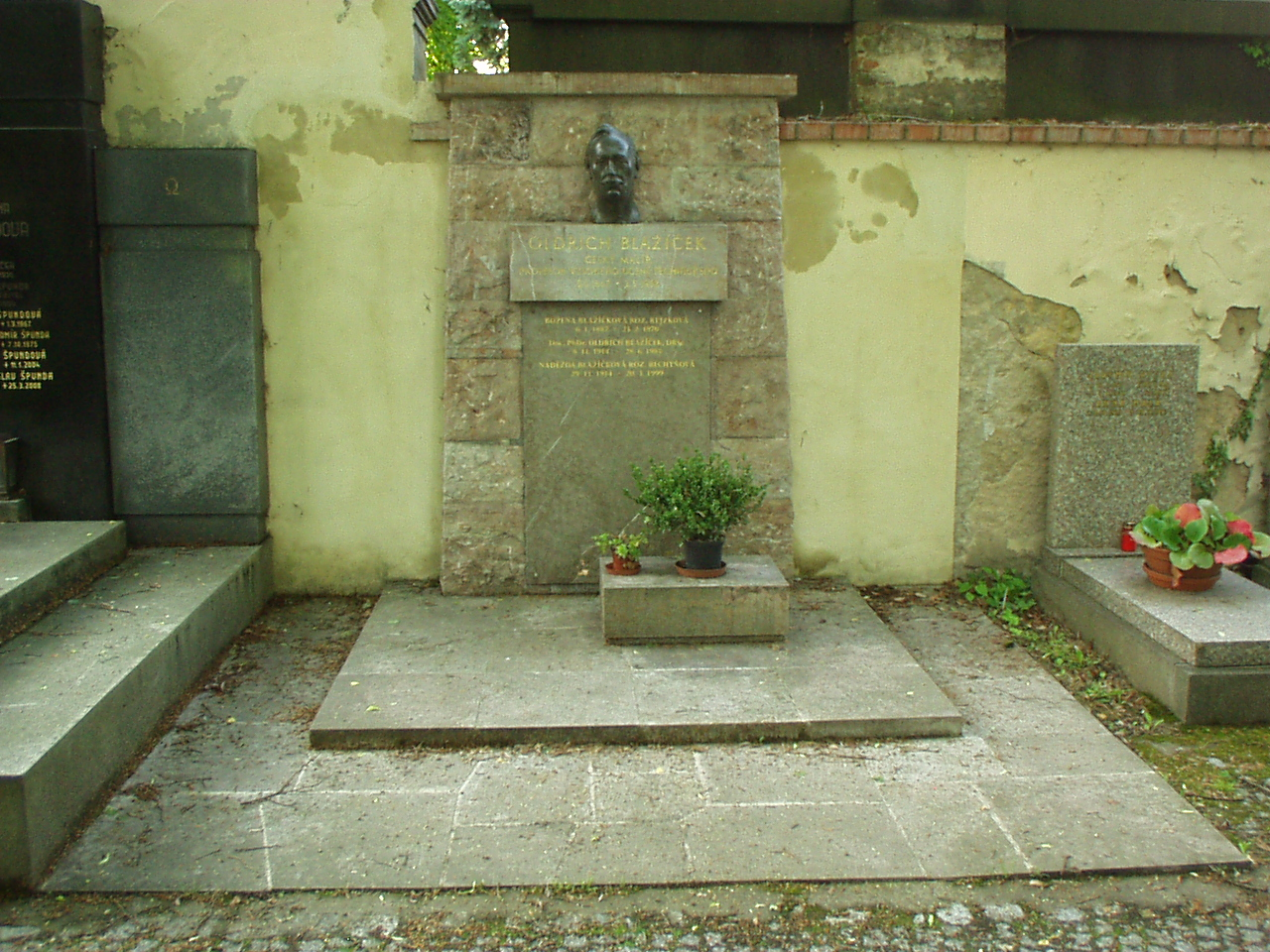
hrob Oldřicha Blažíčka na hřbitově Šárka v Praze

Oldřich Blažíček, křtěný Oldřich Václav (5. ledna 1887 Slavkovice – 3. května 1953 Praha) byl český akademický malíř, představitel moderní krajinomalby.

## Život a tvorba
Pocházel z velmi skromných poměrů. Jeho otec Vincenc Blažíček byl venkovský krejčí a podruh. Vyučil se u svého bratra malířem pokojů a poté odešel do Prahy za prací. Tehdejší řemeslo malířů pokojů mělo spíš blíže k umění. Dva roky trvalo, než se s pomocí hraběte Gudenuse z Velkého Meziříčí dostal na vytoužená studia. Nejprve studoval na Vysoké škole uměleckoprůmyslové u profesorů Dítěte a Maška, po čtyřech letech přešel na Akademii, kterou absolvoval u Hanuše Schweigera, na jehož popud věnoval svoji pozornost malbě interiérů. Tam se seznámil s řadou kolegů, kteří se později stali symboly českého umění. Byl to například Otto Gutfreund, Jan Štursa, Rudolf Kremlička, Josef Čapek a řada dalších. Byl dlouholetým členem a předsedou JUV.
Nebyl jen svrchovaným malířem-krajinářem své rodné Vysočiny, ale proslavil se také malbou chrámových interiérů. Jeho nesmírná pracovitost přinesla úspěchy. Již na Akademii byl kritikou velmi nadšeně přijat jeho obraz svatovítské katedrály a poté následovaly obrazy dalších kostelních interiérů doma i v cizině. Možná právě pro toto chápání a vidění prostoru se stal profesorem malby na ČVUT, kde působil od roku 1927 do roku 1948.
V cizině nejen tvořil, ale i vystavoval. Již v roce 1913 se účastnil výstav Jednoty umělců výtvarných v Poznani a Lublani, poté následovala řada dalších. Nejvýznačnějších ocenění dosáhly jeho obrazy na výstavě v Paříži (1921) a na mezinárodních výstavách Carneggiova institutu ve Spojených státech. Nepatřil k avantgardě, ale jeho obrazy jsou zastoupeny ve význačných sbírkách umění.
Zemřel 3. května 1953 v Praze. Své vzpomínky sepsal v knize Mládí na Vysočině.

## Díla
- První jarní den – 1928, olej na plátně
- U selského dvora – 1926, olej na plátně
- Na večer v předjaří – 1925, olej na plátně
- Doba velikonoční – 1930, olej na plátně
- Na samotínku – 1928, olej na plátně
- Rybníček ve Slavíkově – 1927, olej na kartonu

## Galerie

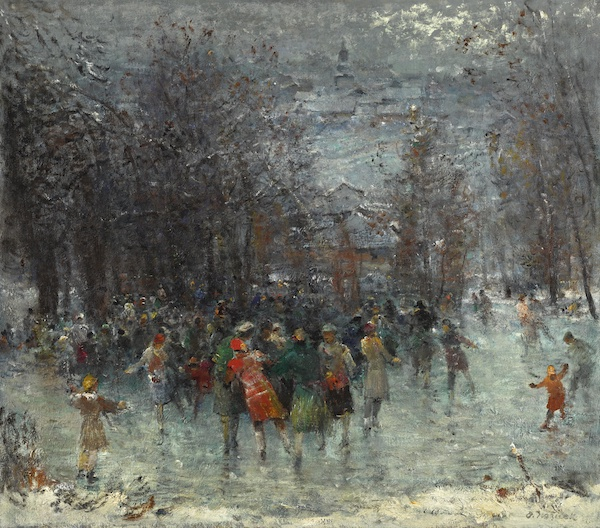
Bruslaři, olej na plátně
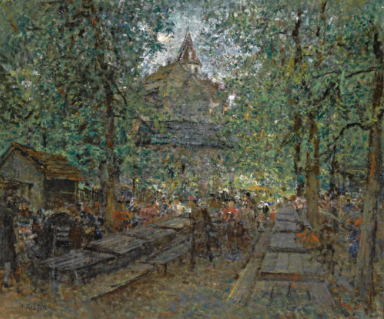
Cafe Nussbaum, Berlín, olej na plátně
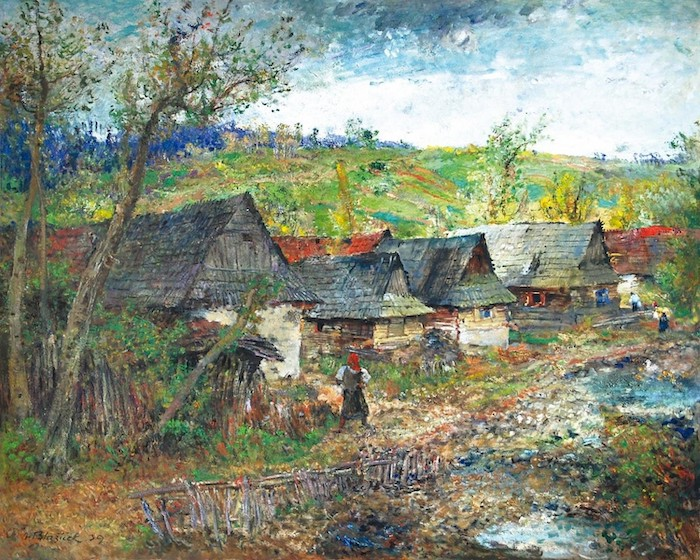
Krajina s vesnicí, 1939, olej na plátně
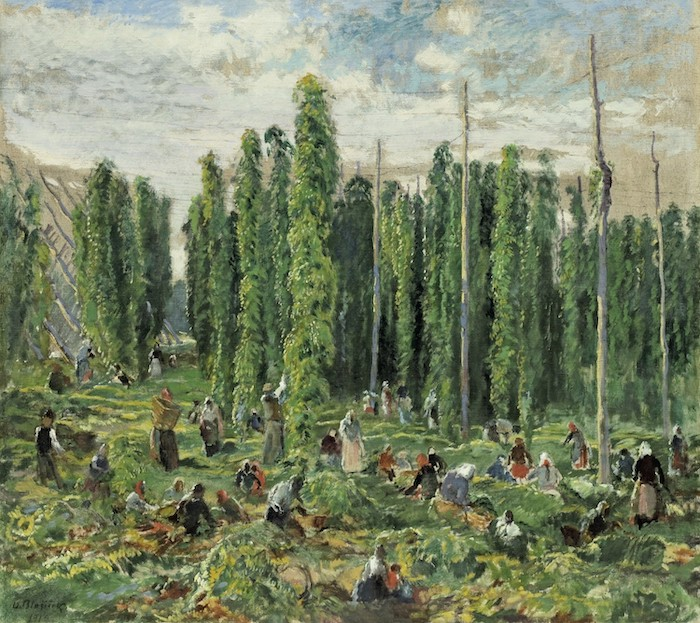
Na chmelnici, 1919, olej na plátně
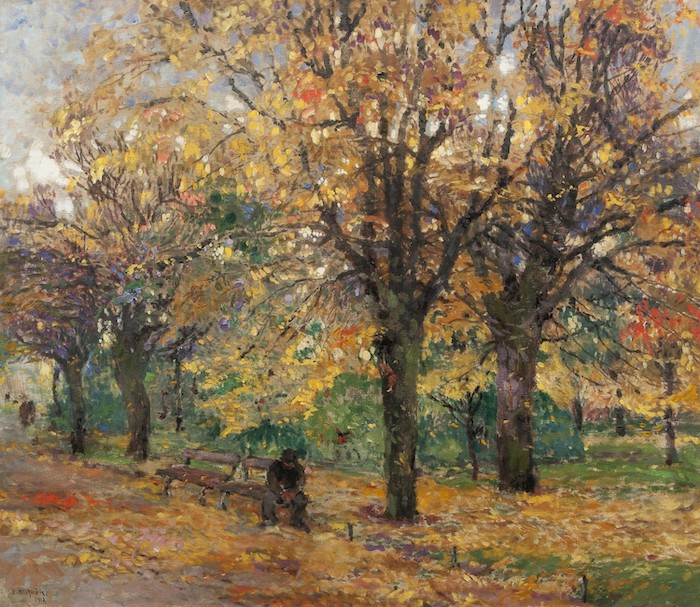
Podzim, 1912, olej na plátně
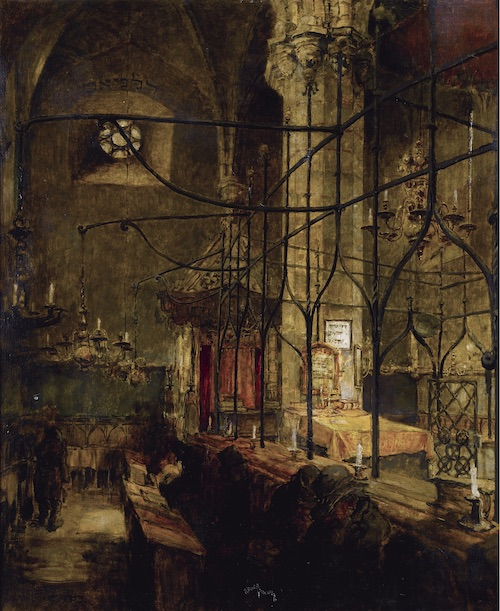
Staronová synagoga, 1913, olej na plátně
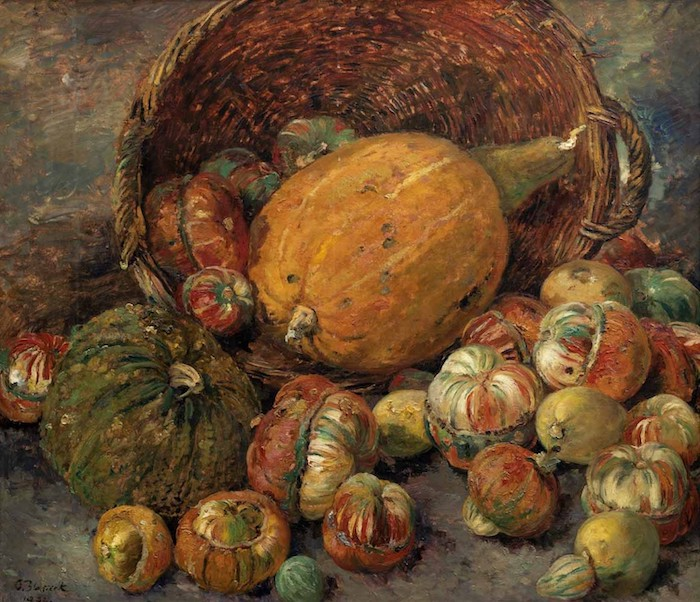
Zátiší s dýněmi, 1932, olej na dřevěné desce